# Didier Gigon
Didier Gigon (Bienne, 10 marzo 1968) è un ex calciatore svizzero, di ruolo centrocampista.